# Gülnar (miasto)
Gülnar – miasto w Turcji, w prowincji Mersin. Według danych na rok 2008 w mieście zamieszkiwało 8 826 osób.